# 布达佩斯隔都

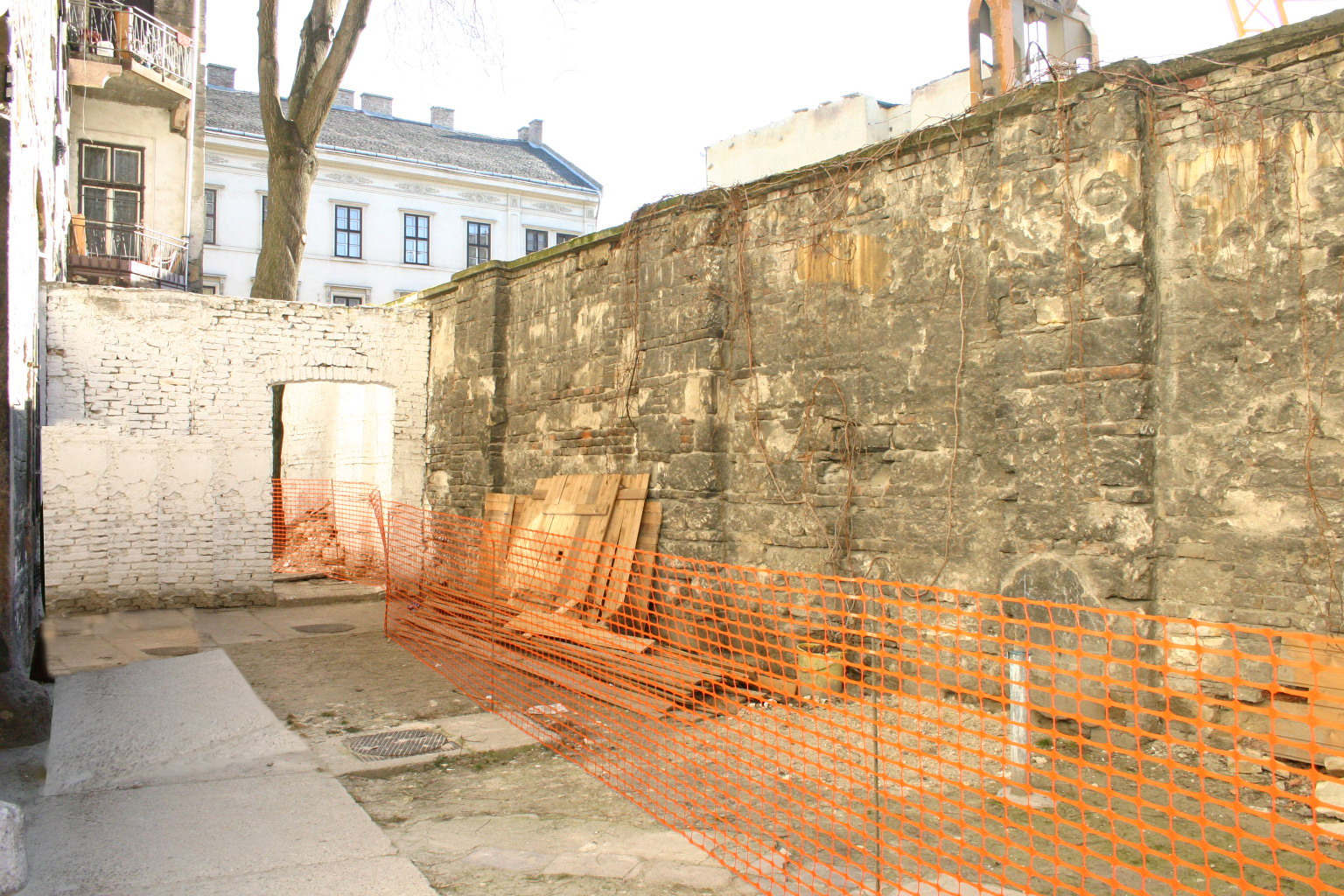
布達佩斯隔都的圍牆

布达佩斯隔都是一座位於匈牙利布达佩斯的纳粹隔都，在第二次世界大战的最后阶段的1944年11月29日，匈牙利法西斯主义党派箭十字黨领导的民族團結政府颁布政令，强迫犹太人迁入布达佩斯隔都。布达佩斯隔都成立。1945年1月17日，苏联红军在布達佩斯圍城戰期间攻佔了布达佩斯隔都。
和纳粹在其他占领地区建造的隔都一样，布达佩斯隔都也被完全与外界隔绝开来：当局不准许任何食物入内，隔都内产生的垃圾亦无人处理，道路上随处可见死尸，还有些死尸堆积在被炸毁的店面里，隔都里的建筑全都过度拥挤，伤寒等疫病由此散布开来。7万名犹太人擠在一個0.26平方公里的區域內。